# Karaś chiński

Tarło karasia złocistego w oczku wodnym

Karaś chiński (Carassius auratus) – gatunek słodkowodnej ryby z rodziny karpiowatych (Cyprinidae), w starszej literaturze określany nazwami: karaś srebrzysty, karaś srebrzysty chiński, karaś złocisty lub złoty karaś. Od jednego z jego podgatunków, C. auratus auratus, również nazywanego karasiem złocistym lub złotym karasiem, wywodzą się liczne odmiany złotej rybki – popularnej ryby akwariowej.

## Występowanie
Karaś złocisty występuje w Azji (Chiny, Japonia, Korea, Wietnam). Podgatunek C. auratus auratus został introdukowany w wielu krajach świata. Zasiedla rzeki, jeziora i stawy.

## Opis
Ciało walcowate, lekko bocznie spłaszczone. W ostatnim promieniu płetwy grzbietowej 10–15 ząbków zwiększających długość od góry ku dołowi. Ubarwienie szarosrebrzyste.

## Odżywianie
Fauna denna i rośliny.

## Rozród
Dojrzewa w 3–4 roku życia. Trze się kilkakrotnie w V i VI składając ikrę na roślinności wodnej.

## Choroby
Może zapadać na  martwicę układu krwiotwórczego karasi wywoływaną przez wirusa Cyvirus cyprinidallo2.

## Podgatunki
Wyróżniono następujące podgatunki karasia złocistego:
- Carassius auratus argenteaphthalmus Nguyen, 2001
- Carassius auratus auratus (Linnaeus, 1758) – złoty karaś[9], karaś złocisty[10]
- Carassius auratus buergeri Temminck & Schlegel, 1846
- Carassius auratus grandoculis Temminck & Schlegel, 1846
- Carassius auratus langsdorfii Temminck & Schlegel, 1846